# Hüniken
Hüniken es una comuna suiza del cantón de Soleura, ubicada en el distrito de Wasseramt. Limita al norte con la comuna de Subingen, al noreste, este y sureste con Etziken, y al suroeste y oeste con Horriwil.

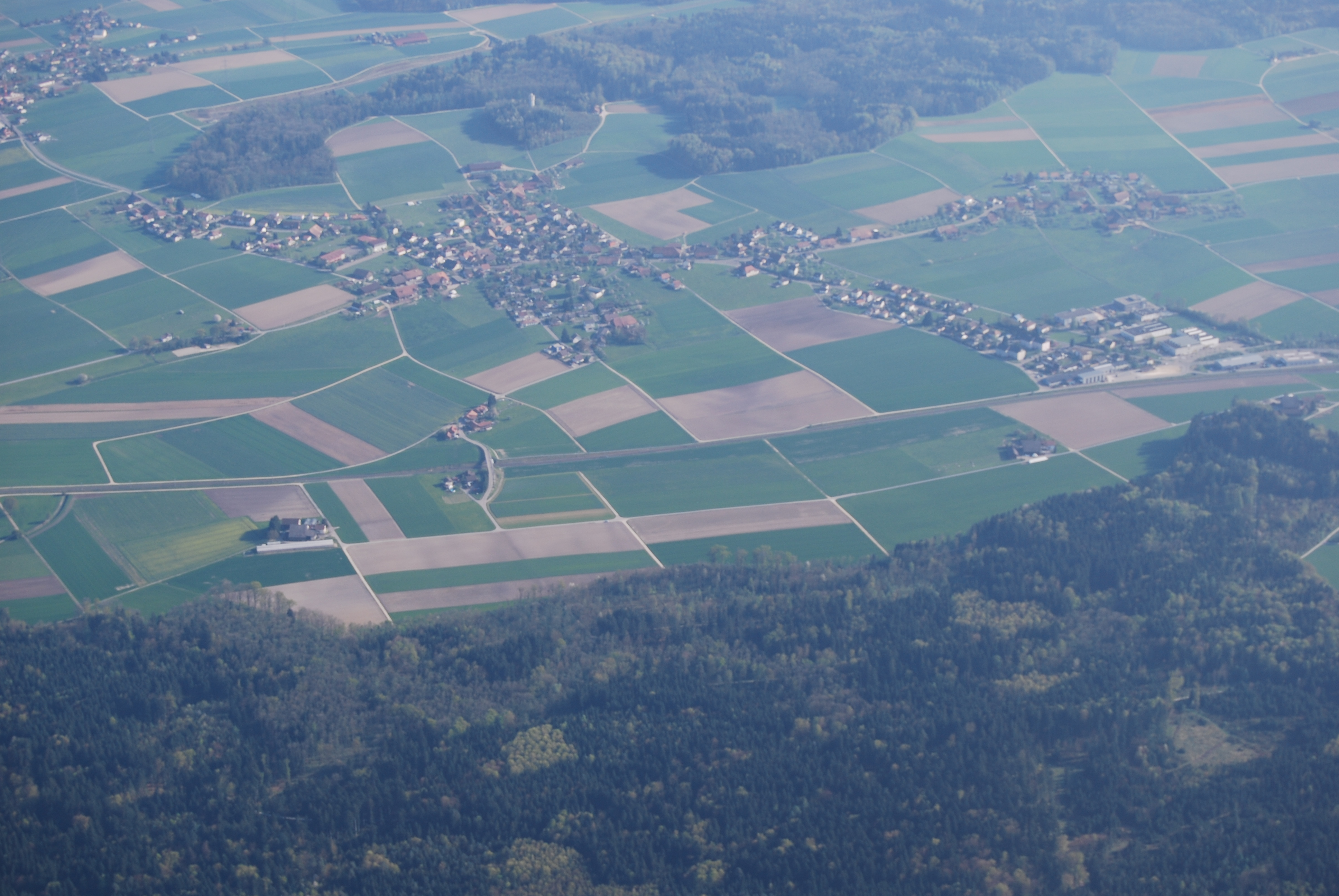
Vista aérea de Hüniken.